# Felipe Moreno Rodríguez
Felipe Moreno Rodríguez (Granada, 1929) és un filòsof i musicòleg andalús establert a les Illes Balears. Es llicencià en filosofia escolàstica a la Universitat de Comillas de Madrid el 1952, i en filosofia i lletres a la Universitat de Barcelona el 1957. Es doctorà en filosofia a la Universitat Complutense de Madrid el 1979 amb la tesi La lucha antiaverroista de Ramon Llull en París.
El 1957 fundà l'Orfeón Granadino i exercí de crític musical a El Ideal de Granada (1957-60). En el camp de la música, el 1986 creà l'Agrupación Musical Felipe Moreno a Cúllar Vega Granada, amb l'objectiu de fomentar la formació musical i cultural. El 1959 fixà la seva residència a Mallorca, on fundà l'Orfeó Municipal de Palma (1960), del qual fou director fins al 1967.
El 1964 creà l'Escola de Turisme de Balears, de la qual fou president. És membre fundador de l'Associació Nacional d'Escoles de Turisme –ANESTUR– (1964) i de la World Assotiation for Professional Training in Tourism –AMFORT– (1969). Ha estat també assessor de Formació Professional Turística de diversos governs sud-americans. També fou regidor de l'Ajuntament de Palma (1970-1974) en representació dels sindicats i delegat provincial de Cultura (1977). El 2005 va rebre el Premi Ramon Llull.